# Inostemma nievesaldreyi
Inostemma nievesaldreyi är en stekelart som beskrevs av Peter Neerup Buhl 2001. Inostemma nievesaldreyi ingår i släktet Inostemma och familjen gallmyggesteklar. Inga underarter finns listade i Catalogue of Life.